# Theatre of Tragedy (album)
Theatre of Tragedy je první album od norské kapely Theatre of Tragedy.

## Seznam skladeb
1. „A Hamlet for a Slothful Vassal“ – 4:05
2. „Cheerful Dirge“ – 5:02
3. „To These Words I Beheld No Tongue“ – 5:06
4. „Hollow-Heartèd, Heart-Departèd“ – 4:57
5. „...A Distance There Is...“ – 8:51
6. „Sweet Art Thou“ – 3:58
7. „Mïre“ – 4:08
8. „Dying - I Only Feel Apathy“ – 5:08
9. „Monotonë“ – 3:10